# مايك لو
مايك لو (بالإنجليزية: Mike Law)‏ هو لاعب اللاكروس أمريكي، ولد في 5 أبريل 1979 في غرينوود فيليج في الولايات المتحدة.